# Túneles de Cuchi

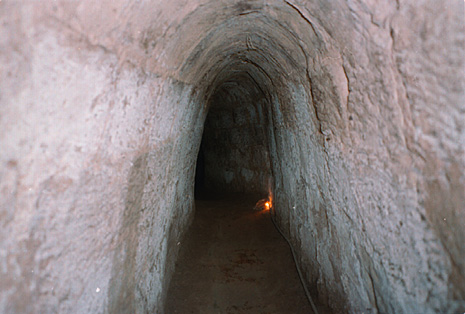
Túneles de Cuchi.

Los Túneles de Củ Chi (vietnamita: địa đạo Củ Chi) es un extenso sistema de túneles interconectados ubicados en el distrito de Cu chi, Ciudad Ho Chi Minh (Saigón), Vietnam. Este sistema forma parte de una más amplia red que cubre gran parte del país. Los primeros 48 kilómetros de estos túneles fueron construidos en 1945 durante la invasión francesa. Luego, durante la guerra de Vietnam, se construyeron 200 kilómetros más por los socialistas vietnamitas siendo la base de operaciones del Vietcong para la ofensiva del Tet llevada a cabo en 1968. Los túneles se extienden 40 km al norte de la ciudad central.
Los túneles fueron utilizados por las guerrillas del Viet Cong como escondrijos durante el combate, pero también para usarlos como rutas de comunicación y suministros, hospitales, almacenamiento de alimentos y armas y alojamiento de un gran número de guerrilleros. Estos túneles jugaron un papel de gran importancia en la resistencia que el Viet Cong ofreció a las tropas de Estados Unidos, y en última instancia ayudó al éxito militar.
Hoy en día, estos túneles son una popular atracción turística de la ciudad.